# Esther Alder

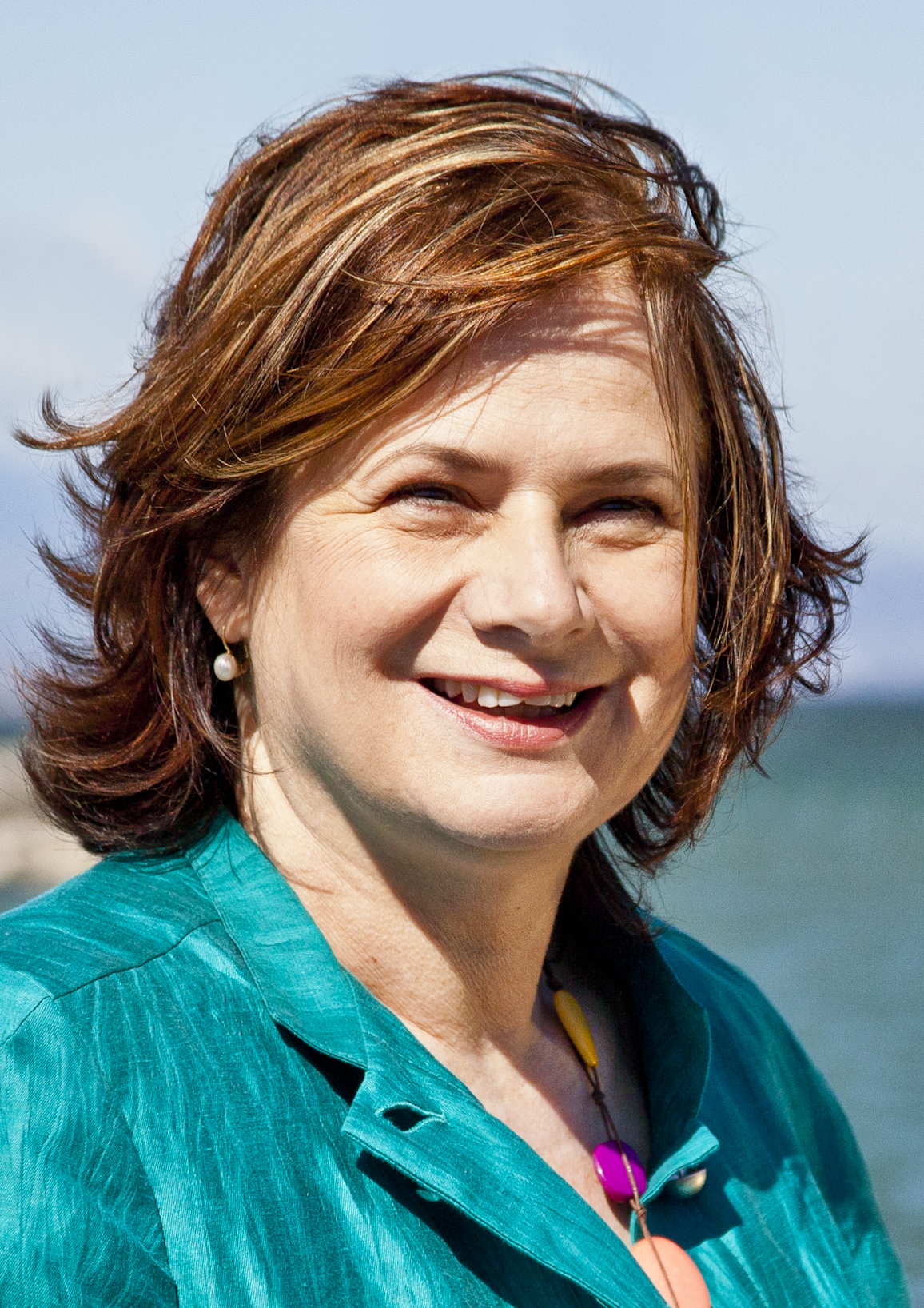
Esther Alder am Genfersee (2014)

Esther Alder (* 1958 in Solothurn) ist eine Schweizer Politikerin (Grüne). Vom 1. Juni 2015 bis 31. Mai 2016 hatte sie das Amt der Stadtpräsidentin von Genf (französisch Maire de Genève) inne.

## Politischer Werdegang
Von 1995 bis 1997 sass Esther Alder im Genfer Gemeinderat (Conseil municipal), der Legislative. Zwischen 1997 und 2009 war sie Abgeordnete im Grossen Rat (Grand conseil) des Kantons Genf. 2011 wurde Alder in die Genfer Stadtregierung (Conseil administratif), die Exekutive, gewählt, in die sie 2015 wiedergewählt wurde. Dort stand sie dem Sozialdepartement (Département de la cohésion sociale et de la solidarité) der Stadt Genf vor. Esther Alder bekleidete im Zeitraum vom 1. Juni 2015 bis 31. Mai 2016 das Amt der Stadtpräsidentin Genfs. Sie schied 2020 aus der Genfer Stadtregierung aus.

## Privates
Alder ist Mutter zweier Kinder.